# Лучатін
Лучаті́н (словац. Lučatín) — село в Банськобистрицькому окрузі Банськобистрицького краю Словаччини. Перша письмова згадка про село датується 1424 роком.

## Населення
| Рік:            | 1994. | 2004.    | 2014.   | 2024.   |
| --------------- | ----- | -------- | ------- | ------- |
| Кількість осіб: | 498   | 593      | 649     | 672     |
| Різниця:        |       | +19,07 % | +9,44 % | +3,54 % |

| Рік:            | 2023. | 2024.   |
| --------------- | ----- | ------- |
| Кількість осіб: | 689   | 672     |
| Різниця:        |       | -2,46 % |

Етнічний склад населення станом на 2001 рік: словаки — 97,67 %, чехи — 0,9 %, поляки — 0,18 %, цигани — 0,72 %, українці — 0,18 %.
Станом на 31 грудня 2010 року в селі проживало 650 людей, з них 324 чоловіки та 326 жінок.